# Дитики-Мани
Дитики́-Ма́ни (греч. Δήμος Δυτικής Μάνης) — община (дим) в Греции, в южной части полуострова Пелопоннеса, на восточном побережье залива Месиниакоса Ионического моря, к северо-западу от полуострова Мани. Входит в периферийную единицу Месинию в периферии Пелопоннес. Население 6945 жителей по переписи 2011 года. Площадь 402,809 квадратного километра. Плотность 17,24 человека на квадратный километр. Административный центр — Кардамили. Димархом на местных выборах 2014 года избран Иоанис Марамбеас (Ιωάννης Μαραμπέας).
Создана в 2011 году по программе «Калликратис» при слиянии упразднённых общин Авия и Лефктрон.

## Административное деление

Административное деление общины:
1 — Лефктрон
2 — Авия

Община (дим) Дитики-Мани делится на 2 общинные единицы.